# Montañas Bale
Las montañas Bale (también conocidas como montañas Urgoma) son cordilleras en la región de Oromia, al sureste de Etiopía. Se ubican al sur del río Awash y forman parte de las Tierras Altas de Etiopía . Incluyen el Tullu Demtu, la cuarta montaña más alta de Etiopía (4377 metros), y monte Batu (de 4307 metros). El río Weyib, afluente del río Jubba, nace en estas montañas al este de Goba. El Parque Nacional de las Montañas Bale abarca 2200 kilómetros cuadrados de estas montañas. Los principales atractivos del parque son el agreste paisaje alpino y la relativa facilidad con la que los visitantes pueden avistar aves y mamíferos de gran diversidad.

## Geología
El macizo alberga una de las redes hidroespeleológicas más extensas de África: el complejo kárstico de las cuevas de Sof Omar, que se extiende a lo largo de quince kilómetros. Sof Omar corresponde a la parte subterránea del río Weyib. Su nombre proviene del jeque epónimo, quien se dice que encontró refugio allí en el siglo XI.

## Fauna

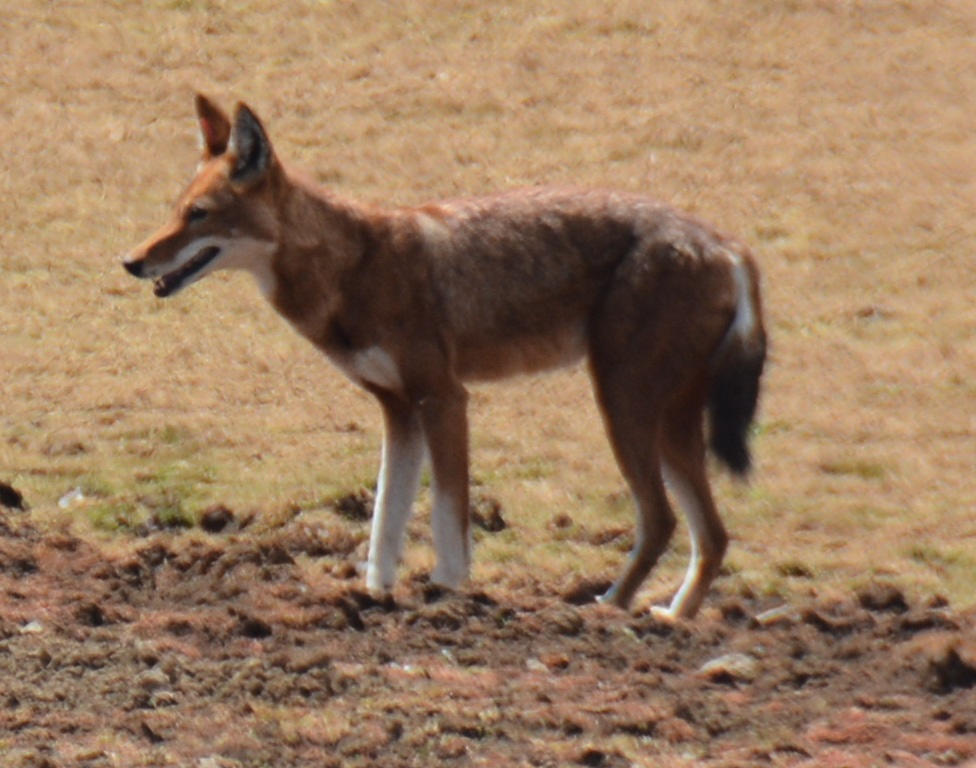
El chacal del Semién, especie en peligro, en el parque nacional.

Las montañas Bale albergan muchos de los animales endémicos de Etiopía, en particular el lobo etíope (Canis simensis), que se encuentra en la meseta de Sanetti. El parque también alberga el bosque de Harenna, situado al sur de la cordillera, una zona en gran parte inexplorada que alberga muchas especies de reptiles aún no descubiertas, así como leones, leopardos, hienas y varios tipos de antílopes. Además de la fauna, la cordillera ofrece oportunidades de senderismo desde la sede del parque en Dinsho y desde Dodola también.
Aquí se encuentra el grupo más numeroso de lobos etíopes. Otros grandes mamíferos característicos son los nialas de montaña, los antílopes de Menelik, los facóqueros y los antílopes reedbuck de Bohor.

## Flora
Los bosques de enebro y Hagenia se encuentran entre 2500 y 3300 m principalmente en las laderas septentrionales de la cordillera. Una planta inusual de la zona de Dinsho es la rosa de Abisinia, de flores blancas. El páramo alpino de la meseta de Sanetti está cubierto de vegetación similar al brezal, interrumpida por bosques de lobelias gigantes que alcanzan los 6 metros de altura. Una de las plantas más comunes y distintivas de la región de Bale es Kniphofia, que se identifica por sus flores naranjas en forma de lanza.

## Hallazgos arqueológicos
En 2019, los arqueólogos descubrieron un refugio rocoso de la Edad de Piedra Media de 30.000 años de antigüedad en el yacimiento Fincha Habera, en las montañas Bale, a más de 3300 metros sobre el nivel del mar. Según un estudio publicado en la revista Science, esta vivienda constituyó la prueba más antigua de ocupación humana a mayor altitud. Miles de huesos de animales, cientos de herramientas de piedra y antiguas chimeneas fueron hallados en el terreno.